# Fugue (fuite du domicile familial)
Pour les articles homonymes, voir Fugue (homonymie).

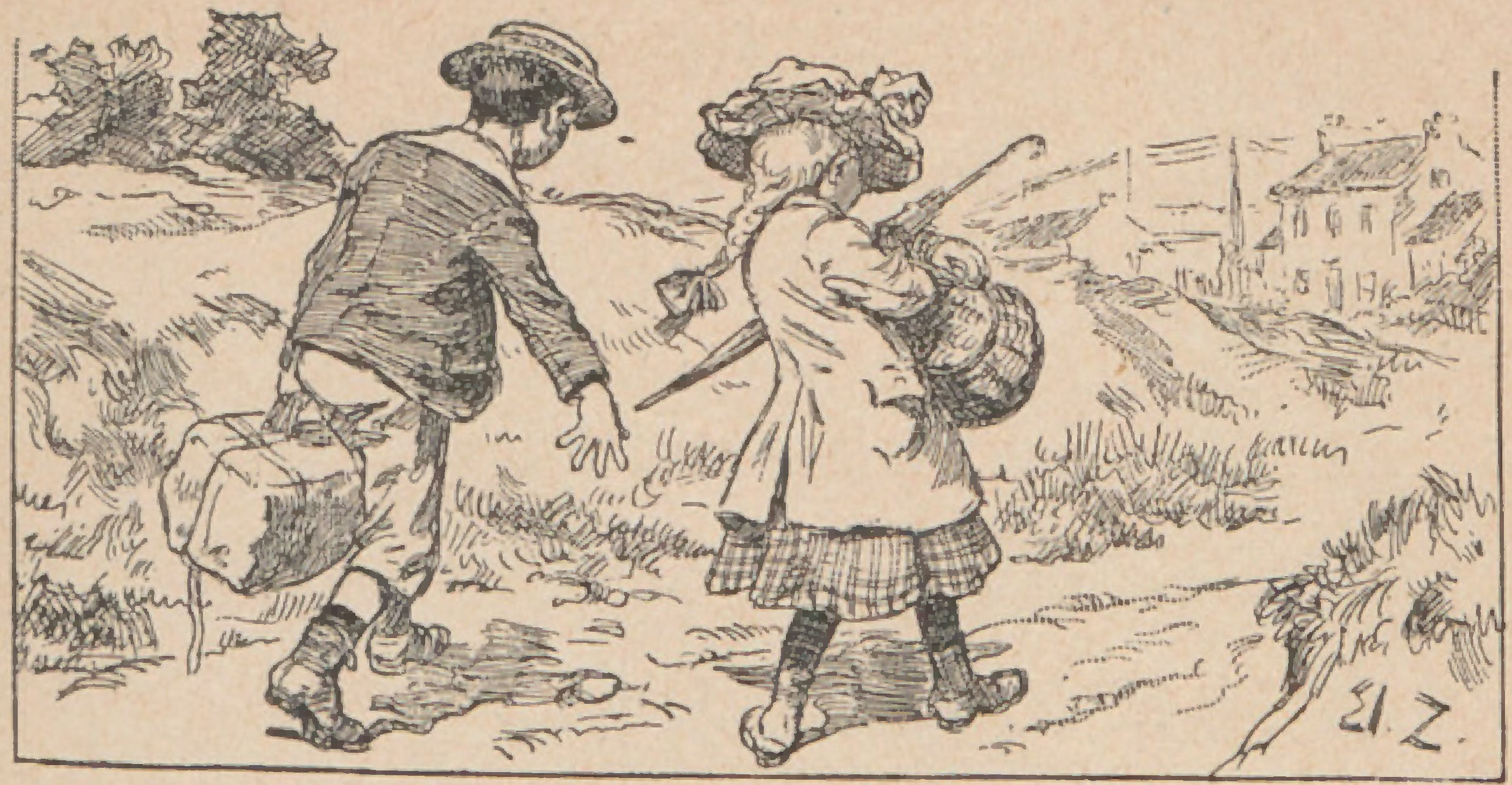
Deux enfants quittant la ville vers la gare : une fugue ?

La fugue est l’acte consistant à fuir intentionnellement le domicile familial ou une institution (un foyer de protection de l'enfance, par exemple), un groupe. La fugue est un acte généralement solitaire qui concerne surtout les adolescents.

## Définitions
Il n'existe pas de définition universelle des fugues, d'où un usage variable du terme selon le contexte en question et les pratiques en vigueur. Certains parleront ainsi de fugue dès la fuite d'un jeune alors que d'autres distinguent celle-ci dès 30 minutes d'absence, 1 heure, 1 nuit ou encore d'autres critères telle qu'une mise en danger probable. Une absence sans autorisation ou un non-retour dont la cause est inconnue peuvent aussi être déclarés comme étant des fugues.

## Quelques chiffres
France : Entre octobre 2004 et février 2005, 80 % des fugueurs traités par l'association SOS Enfants disparus étaient des filles. Chaque année, 68 000 jeunes environ partent : parmi ceux-ci, 25 000 fuguent du domicile familial et 43 000 d’un foyer. Il faut savoir qu’environ 40 000 jeunes par an sont inscrits au « fichier des personnes recherchées ». Sur 10 fugueurs, 7 reviennent d’eux-mêmes dont 4 en moins de 24h.[réf. nécessaire][Où ?]
Au Canada : L'Institut national d'excellence en santé et services sociaux (INESSS) estime que 25 % des jeunes en foyer d'enfants fuguent. Selon les foyers et leurs particularités (population accueillie, culture, procédures, etc.) ce taux peut varier entre 0 et 70 %. 65% des fugues durent moins de 24 h et 18,9 % plus de 3 jours.
Quelques jeunes fuguant à répétition peuvent influencer significativement les statistiques d'une région ou d'une institution. La fréquence et le nombre de fugues dépend des procédures locales de déclaration des absences sans autorisation.

## Facteurs de risque

### Psychologiques
Les adolescents sont de nos jours nombreux à fuguer parce qu’ils se sentent mal dans leur peau, soit à cause d’un manque d’affection de la part de leur entourage familial, soit à cause du caractère trop autoritaire de leurs parents (qui interdisent toute sortie par exemple). Ces interdits deviennent un poids pour l’enfant : il se sent incompris, seul, et la fugue est le moyen pour lui de s’exprimer, de prouver qu’il n’est plus un enfant, qu’il est capable de se débrouiller sans personne, d’être indépendant. La curiosité, l'ennui, l'envie de davantage d'autonomie et l'impulsivité peuvent aussi contribuer aux fugues.

### Socioculturels
Les jeunes victimes de harcèlement, de maltraitance, de négligence ou de discrimination (ex communauté LGBT) et les témoins de violence domestique ont un risque accru de fuguer, souvent pour s'échapper à la souffrance qu'ils vivent. En foyer il peut également exister une pression à fuguer via les pairs, l'envie de retrouver la famille ou une culture qui valorise la fugue. La fugue peut aussi être un moyen de rejoindre des ami-e-s, un(e) petit(e) ami(e) ou d'avoir l'opportunité de faire la fête.

### Situationnels
Un désaccord quant à des règles, une situation de violence, du harcèlement, des menaces ou des critiques, la peur d'un évènement futur, l'imposition d'une sanction, l'incitation à fuguer par des pairs ou le refus d'un privilège, parmi d'autres évènements, peuvent générer des fugues.

### Contextuels
Pour qu'un jeune fugue il lui faut avoir la possibilité de fuguer, c'est-à-dire accès à des chaussures et des vêtements, à des moyens de se déplacer (ex vélo), et sans barrières significatives telles que les murs d'un foyer fermé, une météo maussade ou des portes fermées à clef.

## Complications
Les jeunes en fugue s'exposent à un risque de criminalisation, d'exploitation, d'accidents (exemples : hypothermie, chute, noyade, blessure, retard de traitement), de rapprochement avec le milieu de la délinquance, de grossesse, d'exclusion sociale et de traumatisme . Certains jeunes en fugue peuvent recourir à des rapports sexuels pour obtenir de quoi manger ou un lieu où dormir et s'abriter des éléments (froid, pluie, neige, etc.) . Lors d'une fugue depuis un foyer les jeunes peuvent revenir vers des parents maltraitants ou négligents.
En cas de répétition la suspicion d'une nouvelle fugue peut retarder les recherches de la police en cas d'enlèvement, de tentative de suicide et de meurtre. Les fugues peuvent également entraver le suivi médical, psychologique et scolaire d'un jeune. Elles peuvent susciter une détresse importante chez les proches et elles impliquent des coûts parfois significatifs pour la société (recherche d'un jeune, placement préventif en milieu sécurisé ou hospitalier, dégâts commis lors de la fugue, etc.). 
Une fugue n'implique pas nécessairement une mise en danger, par exemple lorsqu'un jeune se cache à proximité du domicile ou rejoint des amis de confiance.

## Prévention et prise en charge
La prévention des fugues se fonde en général sur une analyse des causes ayant possiblement précipité celles-ci. Les interventions varient ensuite selon les besoins identifiés ou suspectés . L'analyse des causes peut se faire en échangeant avec le jeune, à l'écrit, par dessin ou encore via un pair jugé neutre (tel qu'une pédiatre) ou un service spécialisé. Les causes à des fugues ne peuvent néanmoins pas toujours être clairement identifiées, par exemple en cas de refus de collaborer. Les stratégies les plus efficaces pour prévenir les fugues restent à ce jour incertaines.

### Généralistes et auprès des familles
Certains pays (Angleterre, USA) ont instauré des lignes d'aide téléphoniques et des sites web spécialisés destinés à aider les jeunes en fugue ou les jeunes qui pensent à fuguer. En cas de besoins spécialisés les jeunes peuvent être orientés vers une médecin, une psychologue, un service d'aide pour les personnes LGBT, etc. La renégociation des règles et des limites (ex horaires et conditions de sortie) peut également être proposée.

### En foyer
Divers programmes de prévention des fugues en foyer ont été développés depuis 1990, ceux-ci incluent par exemple une sensibilisation aux causes typiques de fugues, l'audit des pratiques en vigueur, l'usage de fiches "analyse incidents", la création de "plans de crise" ou de contrats avec les jeunes, l'augmentation de la dotation en personnel, l'établissement de temps individuels avec les jeunes et une offre accrue d'activités plaisir et valorisantes, parfois auprès de la famille.

## Réduction des risques
Lorsque les fugues n'ont pas pu être empêchées ou se répètent malgré les efforts de prévention, diverses interventions peuvent être offertes pour limiter la possibilité de complications ou leur gravité. Des exemples consistent à offrir des services d'accueil et des lieux où dormir pour les jeunes en fugue, enseigner des stratégies de self-défense. L'efficacité des mesures de réduction des risques lors des fugues reste incertaine.

## Législation par pays
En France, depuis 1935 la fugue n’est plus une infraction. Avant 1935, un adolescent fugueur ou sans domicile de moins de 18 ans était punissable par la loi et pouvait être mis en prison. 
En Suisse la fugue n'est pas une infraction.

### Sources
- Cadéac, Brigitte. Fil Santé Jeunes [en ligne]. École des Parents et des Éducateurs d’Ile-de-France. Mise en ligne le 25 mai 2005. Dernière modification le 22 juin 2005. La fugue. Disponible sur : http://www.filsantejeunes.com/docs/doc-je-vais-mal/590-les-conduites-a-risques/5663-la-fugue

- Jeunes Violences Ecoute.[en ligne]. Mis en ligne à la rentrée 2006. La fugue. Disponible sur : http://www.jeunesviolencesecoute.fr/espace-parents/comment-reagir/informations-psy/la-fugue.html

- Lelong, Stéphanie. La fugue, le faux refuge d’un mal être. L’actu, le 25/05/2005, no 1763, p. 2-3
- Gaillard Bernard (2014) La fugue, un signifiant du lien familial en difficulté, in Enfances&psy n°62-2014.
- Gaillard Bernard (2009) Adolescents fugueurs, in Adolescents qui dérangent, Paris: L'Harmattan.
- Guillou Jacques (1998) Les jeunes sans domicile fixe et la rue, Paris: L'Harmattan.